# ديفيد سانغوينيتي
ديفيد سانغوينيتي (بالإيطالية: Davide Sanguinetti)‏ هو لاعب كرة مضرب إيطالي.

## وصلات خارجية
- ديفيد سانغوينيتي على موقع رابطة محترفي التنس (الإنجليزية)
- ديفيد سانغوينيتي على موقع الاتحاد الدولي لكرة المضرب (الإنجليزية)
- ديفيد سانغوينيتي على موقع كأس ديفيز (الإنجليزية)
- ديفيد سانغوينيتي على موقع خلاصة التنس.كوم (الإنجليزية)
- ديفيد سانغوينيتي على موقع إي إس بي إن.كوم (الإنجليزية)
- نتائج أخر مباريات اللاعب
- تاريخ تصنيف اللاعب